# Nördliches Mainauried
Nördliches Mainauried ist ein Naturschutzgebiet auf dem Gebiet der Kreisstadt Konstanz im baden-württembergischen Landkreis Konstanz. 

## Lage
Das 11,7 Hektar große Flachmoor liegt unmittelbar angrenzend nordwestlich des großen Parkplatzes, der den Besuchern der Insel Mainau zur Verfügung steht und ist seit dem 29. April 1985 als Naturschutzgebiet ausgewiesen. Nordöstlich grenzt das NSG Bodenseeufer-Untere Güll (3.179) nur durch eine Straße getrennt an das Naturschutzgebiet, südwestlich das Landschaftsschutzgebiet Bodenseeufer (3.35.003). Es ist außerdem sowohl Teil des 14.341 Hektar großen FFH-Gebiets Bodanrück und westl. Bodensee (8220341) als auch des Vogelschutzgebiets (SPA-Gebiet) Überlinger See des Bodensees (8220404). Es liegt im Naturraum Hegau (030) innerhalb der naturräumlichen Haupteinheit Südliches Alpenvorland (Voralpines Hügel- und Moorland).

## Schutzzweck
Wesentlicher Schutzzweck ist die Erhaltung des reichstrukturierten Feuchtgebietes als Lebensraum für eine Vielzahl seltener und geschützter Tier- und Pflanzenarten. Bisher wurden im Nördlichen Mainauried 20 seltene und gefährdete Pflanzenarten registriert.